# DNA Tour (turnê de Wanessa Camargo)
A DNA Tour foi a sétima turnê da cantora pop Wanessa Camargo, que teve início no dia 18 de agosto de 2012, em São José do Rio Preto. Originalmente era esperado que a turnê começasse em agosto de 2011, o que aconteceu, porém Wanessa anunciou sua gravidez na mesma época, tendo seu filho nascido em 5 de janeiro de 2012 e, até junho, ela esteve em licença-maternidade, adiando os planos a partir de outubro em um ano.
Em 19 de janeiro de 2013, a cantora estreou a segunda parte da turnê, intitulada DNA Tour Reloaded, após o lançamento do ao vivo "DNA Tour", que apresentava a mesma estrutura e repertório, com adição de novos covers. A turnê encerrou-se em 5 de março de 2015.

## Antecedentes e adiamento
Em 28 de julho de 2011 foi lançado o sétimo álbum de estúdio da cantora DNA. Originalmente era esperado que a turnê começasse em agosto, o que aconteceu, porém Wanessa anunciou sua gravidez na mesma época, tendo que aditar os planos a partir do 29 de outubro até o ano seguinte, uma vez que seu filho viria a nascer apenas em 5 de janeiro de 2012 e, até junho, ela esteve em licença-maternidade.

## Desenvolvimento e estrutura
Wanessa apostou na estrutura, que lembra muito as performances das divas americanas atuais, especialmente no que se refere a dançarinos e à iluminação. O figurino é assinado pelos figurinistas Rodrigo Polack e Fernando Cozendey, segundo a cantora eles precisavam seguir essa premissa e estar em sintonia com as coreografias montadas pelo americano Bryan Tanaka, que já trabalhou com Rihanna e Beyoncé. O roteiro do show, é dividido em três atos. O primeiro é sombra, escuridão e ego; o segundo é terra, desejo, sexo, pecados; e o terceiro ato é a procura pela luz e o poder feminino.

## Recepção da crítica
Alisson Prando, do site Disco Punisher disse que a cantora mostrou no palco amadurecimento e grande presença de palco, ainda falou que um dos melhores aspectos do show eram as músicas do “DNA”, apresentadas com arranjos de banda tornando as canções mais reais, e mais vivas. Ele concluiu dizendo que com essa show Wanessa prova cada vez mais que tem talento e é capaz de entreter qualquer público sem dificuldade alguma.
Nathalia Ferrari do site Pop Chiclete esteve presente no show do dia 4 de maio, fez uma critica positiva a turnê chamando a de um espetáculo grandioso, ela diz que: “Nada no Brasil é tão bom quanto o conjunto da DNA Tour; palco, projeções, corpo de baile, voz, coreografia, figurino e Wanessa. Ninguém tem carisma e competência equivalentes.” Terminou dizendo que definitivamente Wanessa é a rainha do pop nacional, com frases do tipo: “Temos uma Rainha, nossa.” e “A coroa é tua, Wanessinha!”.
Filipe Vicente do site Setor Vip também deu uma critica positiva e disse que com o novo show Wanessa prova que é uma cantora experiente, uma mulher segura e muito sensual, que faz o público se sentir bem a vontade, também elogiou as coreografias das canções chamando as de intensas e destacou as em “Worth It” e “Get Loud”.

## Atos de Abertura
- Nikki (apenas em São Paulo e Jundiaí)
- Natalia Damini (apenas nos shows no Vivo Rio)
- Latino (apenas no show do dia 18 de outubro)

## Repertório
- - Blind Faith (Intro): Abertura
  - Primeiro Ato" Sombras, trevas: O começo
- 01. "DNA"
- 02. "Stuck on Repeat"
- 03. "Get Loud!"
- 04. "Murder"
- 05. "Messiah"
  - Segundo Ato" Desejos, pecados: As tentações
- 06. "Fly"
- 07. "Deixa Rolar"
- 08. "Não Me Leve a Mal"
- 09. "Sem Querer"
- 10. "Não Resisto a Nós Dois"
- 11. "You Can’t Break A Broken Heart"
- 12. "Amor, Amor"
- 13. "Blow Me Away"
- 14. "Shine It On"
  - Último Ato" Luz, vida: O encontro com o bem
- 15. "Atmosphere"
- 16. "Hair & Soul"
- 17. "Worth It" (Mister Jam Remix)
- 18. "Sticky Dougth"
- 19. "Falling for U"

## Datas
| Data                    | Cidade                  | Local                                       |
| DNA Tour                | DNA Tour                | DNA Tour                                    |
| ----------------------- | ----------------------- | ------------------------------------------- |
| Brasil                  |                         |                                             |
| 18 de agosto de 2012    | São José do Rio Preto   | Mixed Club                                  |
| 25 de agosto de 2012    | Piracicaba              | E-Dub                                       |
| 26 de agosto de 2012    | João Pessoa             | Praia do Cabo Branco                        |
| 6 de setembro de 2012   | Brasília                | Victoria Haus                               |
| 8 de setembro de 2012   | Santos                  | Capital Disco                               |
| 21 de setembro de 2012  | São Luís                | Candy                                       |
| 22 de setembro de 2012  | Fortaleza               | Donna Santa                                 |
| 10 de outubro de 2012   | Campinas                | Base Lounge                                 |
| 20 de outubro de 2012   | Belo Horizonte          | Josefine Club                               |
| 27 de outubro de 2012   | São Paulo               | The Week                                    |
| 10 de novembro de 2012  | Cachoeiro de Itapemirim | Labirinto Multi Espaço                      |
| 15 de novembro de 2012  | São Paulo               | HSBC Brasil                                 |
| 16 de novembro de 2012  | Aracaju                 | OFF Club                                    |
| 17 de novembro de 2012  | Salvador                | The Hall                                    |
| 23 de novembro de 2012  | São Paulo               | Teatro Gazeta                               |
| 24 de novembro de 2012  | Brasília                | Victoria Haus                               |
| 8 de dezembro de 2012   | Campo Grande            | Non Stop Club                               |
| 22 de dezembro de 2012  | Piracicaba              | E-Dub                                       |
| DNA Tour Reloaded       |                         |                                             |
| Brasil                  |                         |                                             |
| 19 de janeiro de 2013   | São Sebastião           | Praça de Eventos                            |
| Angola                  |                         |                                             |
| 26 de janeiro de 2013   | Luanda                  | Baía de Luanda                              |
| Brasil                  |                         |                                             |
| 23 de março de 2013     | São José do Rio Preto   | Mixed Club                                  |
| 20 de abril de 2013     | Uberlândia              | Egypt Hall                                  |
| 27 de abril de 2013     | Fortaleza               | Donna Santa                                 |
| 3 de maio de 2013       | Florianópolis           | Centrosul                                   |
| 4 de maio de 2013       | São Paulo               | HSBC Brasil                                 |
| 10 de maio de 2013      | Rio de Janeiro          | Vivo Rio                                    |
| 11 de maio de 2013      | Campinas                | Lewel A                                     |
| 17 de maio de 2013      | Belo Horizonte          | Chevrolet Hall                              |
| 18 de maio de 2013      | Santos                  | Capital Disco                               |
| 31 de maio de 2013      | Brasília                | Victoria Haus                               |
| 8 de junho de 2013      | Taquaritinga            | Clube de Rodeio Os Pampas                   |
| 15 de junho de 2013     | São Paulo               | The Week                                    |
| 22 de junho de 2013     | Goiânia                 | Disel Lounge                                |
| 6 de julho de 2013      | Fortaleza               | Praia de Iracema                            |
| 12 de julho de 2013     | Belo Horizonte          | Music Hall                                  |
| 13 de julho de 2013     | São Paulo               | Flexx Club                                  |
| 9 de agosto de 2013     | Rio de Janeiro          | Vivo Rio                                    |
| 10 de agosto de 2013    | Caruaru                 | Pátio de Eventos Luiz Gonzaga               |
| 16 de agosto de 2013    | Macapá                  | Choperia da Lagoa                           |
| 17 de agosto de 2013    | São Paulo               | Flexx Club                                  |
| 24 de agosto de 2013    | São Paulo               | Blue Space                                  |
| 30 de agosto de 2013    | Teresina                | Villa Rio                                   |
| 7 de setembro de 2013   | Florianópolis           | Conca Club                                  |
| 8 de setembro de 2013   | Cabo Frio               | Praia do Forte                              |
| 14 de setembro de 2013  | Itatiaia                | Secret Lounge Bar                           |
| 18 de setembro de 2013  | Natal                   | Teatro Riachuelo                            |
| 20 de setembro de 2013  | Vila Velha              | Cerimonial Platinum                         |
| 21 de setembro de 2013  | São Paulo               | Flexx Club                                  |
| 4 de outubro de 2013    | Crato                   | Xoperia do Crato                            |
| 5 de outubro de 2013    | Fortaleza               | Donna Santa                                 |
| 11 de outubro de 2013   | São José do Rio Preto   | Mixed Club                                  |
| 12 de outubro de 2013   | Salvador                | Cais Dourado                                |
| 13 de outubro de 2013   | Campinas                | Campinas Hall                               |
| 18 de outubro de 2013   | São Paulo               | Club A                                      |
| 19 de outubro de 2013   | Franca                  | Villa Premier                               |
| 26 de outubro de 2013   | São Paulo               | Flexx Club                                  |
| 27 de outubro de 2013   | Caxias do Sul           | Praça Dante Alighieri                       |
| 1 de novembro de 2013   | Volta Redonda           | Porão Hall                                  |
| 8 de novembro de 2013   | São Paulo               | Centro Cultural São Paulo                   |
| 9 de novembro de 2013   | Cascavel                | Tuiuti Esporte Clube                        |
| 10 de novembro de 2013  | Sorocaba                | AnzuHall                                    |
| 14 de novembro de 2013  | São Paulo               | Flexx Club                                  |
| 16 de novembro de 2013  | Brasília                | Victoria Haus                               |
| 19 de novembro de 2013  | Jundiaí                 | Espaço Mansão                               |
| 23 de novembro de 2013  | Divinópolis             | Qube Club                                   |
| 29 de novembro de 2013  | Imperatriz              | Executiva Lounge Bar                        |
| 30 de novembro de 2013  | Imperatriz              | Executiva Hall                              |
| 7 de dezembro de 2013   | Goiânia                 | Disel Lounge                                |
| 13 de dezembro de 2013  | Belo Horizonte          | Gis Club                                    |
| 14 de dezembro de 2013  | São Paulo               | Flexx Club                                  |
| 15 de dezembro de 2013  | São Paulo               | Espaço das Américas                         |
| 24 de janeiro de 2014   | Ilha Comprida           | Praia do Boqueirão Norte                    |
| 25 de janeiro de 2014   | Piracicaba              | E-Dub                                       |
| 8 de fevereiro de 2014  | Fortaleza               | Donna Santa                                 |
| 14 de fevereiro de 2014 | São Paulo               | Blue Space                                  |
| 16 de fevereiro de 2014 | Maringá                 | Parque de Exposições Francisco Feio Ribeiro |
| 22 de fevereiro de 2014 | São Paulo               | Flexx Club                                  |
| 15 de março de 2014     | Sorocaba                | E-Dub Two                                   |
| 4 de abril de 2014      | Ribeirão Preto          | Weekend Club                                |
| 5 de abril de 2014      | Salvador                | Amsterdam Pop Club                          |
| 26 de abril de 2014     | São Paulo               | Flexx Club                                  |
| 4 de maio de 2014       | São Paulo               | Praça da República                          |
| 10 de outubro de 2014   | Itapetininga            | Clube Venâncio Ayres                        |
| 11 de outubro de 2014   | Divinópolis             | Qube Club                                   |
| 18 de outubro de 2014   | São Paulo               | Flexx Club                                  |
| 24 de outubro de 2014   | Belo Horizonte          | Gis Club                                    |
| 15 de novembro de 2014  | São Paulo               | Flexx Club                                  |
| 22 de novembro de 2014  | Sorocaba                | E-Dub Two                                   |
| 28 de novembro de 2014  | Rio de Janeiro          | Fundição Progresso                          |
| 5 de dezembro de 2014   | Recife                  | San Sebastian                               |
| 13 de dezembro de 2014  | São Paulo               | Flexx Club                                  |
| 7 de março de 2015      | São Paulo               | The Week                                    |
| 21 de março de 2015     | Sorocaba                | E-Dub Two                                   |
| 28 de março de 2015     | Presidente Prudente     | Salão do Limoeiro                           |

### Outras apresentações
| Data                  | Cidade    | Local                             |
| --------------------- | --------- | --------------------------------- |
| 30 de agosto de 2012  | São Paulo | World Trade Center São Paulo      |
| 28 de outubro de 2012 | São Paulo | Pavilhão de Exposições do Anhembi |
| 17 de agosto de 2013  | São Paulo | Pavilhão de Exposições do Anhembi |